# Shyv-Amashe Corona
La Shyv-Amashe Corona è una struttura geologica della superficie di Venere.